# Эозандер фон Гёте, Иоганн Фридрих
Иоганн Фридрих Нильссон Эозандер, барон фон Гёте (нем. Johann Friedrich Nilsson Eosander Freiherr von Göthe; прибл. 23 августа 1669, Штральзунд — 22 мая 1728, Дрезден) — немецкий архитектор эпохи барокко. Его наиболее известная работа — Шарлоттенбургский дворец в Берлине.

## Биография
Иоганн Фридрих Эозандер родился в семье генерал-квартирмейстера в Шведской Померании Нильса Израэля Эозандера, шведа, и его супруги Гертруды Варнеке, дочери прусского чиновника. В 1674 году Эозандер-отец поступил на службу ко двору герцога Кристиана альбрехта Гольштейн-Готторпского и проживал с семьёй в Киле и Шлезвиге, вместе с герцогом отправлялся на время в ссылку в Гамбург, а в 1683 году был переведён в находившуюся под властью шведов Ригу.
В Риге Иоганн Фридрих Эозандер начал изучать строительство крепостей, в 1690 году поступил на службу Швеции в качестве кондуктор-лейтенанта и принимал участие в походах против Франции. Эозандер служил инженер-лейтенантом в шведском в то время Щецине, где в 1694—1696 в близлежащем Кабельвише возвёл свое первое здание в несколько этажей, господский дом для губернатора графа Нильса Бильке. В 1697 году Эозандер отправился в Стокгольм, затем предположительно по рекомендации Никодемуса Тессина или Бильке в 1699 году поступил в звании инженер-капитана на службу бранденбургскому курфюрсту Фридриху III, планировавшему короноваться королём Пруссии. Курфюрст Фридрих приглашал к своему двору талантливых людей, которые бы помогли придать лоску его королевской резиденции Берлину. Сначала курфюрст поручил Эозандеру реконструкцию дворца Ораниенбург, а спустя год отправил его учиться в Рим и Париж. По возвращении из образовательной поездки Эозандер занялся оформлением Замковой церкви в Кёнигсберге для церемонии коронации Фридриха в январе 1701 года.
По проектам Эозандера в Берлине была произведена реконструкция дворцов Шарлоттенбург, Монбижу и первой ратуши Шарлоттенбурга. Иоганн Фридрих Эозандер, назначенный в 1699 году курфюрстом Фридрихом придворным архитектором, работал в Берлине в одно время с Андреасом Шлютером и конкурировал с ним вплоть до его отставки. После смерти супруги Софии Шарлотты Ганноверской в 1705 году король Фридрих I поручил Эозандеру разработать проект закладывавшегося в её честь города Шарлоттенбурга. В 1707 году Эозандер сменил Шлютера на строительстве Городского дворца. Благодаря Эозандеру Городской дворец обрёл с западной стороны у площади Шлосфрайхайт представительный вход во внутренний двор, именовавшийся порталом Эозандера. В 1701—1713 годах Иоганн Фридрих Эозандер расширил Шарлоттенбургский дворец. Его позднеготический стиль обнаруживает определённое сходство со стилем Филиппо Юварры и тяготеет к неоклассицизму.
После смерти короля Фридриха Эозандер ушёл в отставку в 1713 году и поступил на службу Швеции. В том же году король Швеции Карл XII возвёл Эозандера в баронское звание фон Гёте. После осады Штральзунда в 1715 году генерал-майор Эозандер фон Гёте оказался в плену у пруссаков. Под честное слово он был отпущен на свободу и отправлен во Франкфурт-на-Майне, на родину матери. При посредничестве некоего господина фон Бессера Эозандер фон Гёте получил место при дворе курфюрста Саксонии Августа Сильного. К северо-востоку от Дрездена на самом берегу Эльбы Эозандер фон Гёте в 1724—1726 годах возвёл для Якоба Генриха фон Флемминга барочный дворец Юбигау.
В 1713 году Эозандер фон Гёте женился в Берлине на Марии Шарлотте Мериан, дочери прусского тайного советника Карла Густава Мериана и племяннице известного издателя Маттеуса Мериана-младшего. У супругов родилось четверо или пятеро детей. Имя Иоганна Фридриха Эозандера фон Гёте носят улица и площадь в берлинском районе Шарлоттенбург-Вильмерсдорф.